# Guido Gonzato
Guido Gonzato (Colognola ai Colli, 13 agosto 1896 – Mendrisio, 21 ottobre 1955) è stato un pittore italiano.
L’Archivio ufficiale Guido Gonzato è consultabile prendendo contatto tramite il seguente sito: https://guidogonzato.ch/

## Biografia
Figlio di Carlo e Maria Gonzato, primogenito di 10 figli. Emigra a Chiasso con la famiglia nel 1913 in seguito all'incendio della casa natale. Si diploma all'Accademia di belle arti di Verona nel 1921. Pochi anni dopo è colpito da una malattia agli occhi, ragion per cui da quel momento in avanti indosserà sempre un paio di occhiali scuri. A partire dal 1929 espone a Oslo, Roma, Parigi e in numerose città europee. Nel 1934 vince il Premio Campione d'Italia.
Sue opere, sia su tavola che come affresco, sono conservate in diverse chiese del Canton Ticino. Altre 4 sue opere sono conservate nel Museo Cantonale d'Arte in Lugano.

## Esposizioni personali
- Circolo Coltura e Divertimento", Chiasso 1923 e 1924
- "Italiensk Kunst", Galleria Hos Blomqvist, Oslo 1929 (con Adolfo Wildt e Filiberto Minozzi)
- Galerie Bettie Thommen, Basel 1933
- Galleria del Milione, Milano 1933
- "Mostra personale d'arte sacra", Bellinzona 1934
- Galleria "Bragaglia fuori commercio", 1935
- Studio "Casorati e Paulucci", Torino 1935
- Teatro Nuovo, Chiasso 1936
- Galleria Genova, Genova 1936
- Galerie d'art "Le Niveau", Parigi 1936
- Galleria Santee Landweer, Amsterdam 1936
- Basilea 1937
- Galleria del Milione, Milano 1940
- Galleria Genova, Genova 1940
- Gallerie Aktuarius, Zürich 1945 (con Arnold d'Altri e Marino Marini)
- Galerie Moser, Lausanne 1945
- Salle d'exposition à l'Université, Fribourg 1946 (con Arnold d'Altri)
- Galerie de la Guilde du Livre, Lausanne 1947
- Kurbrunnen, Rheinfelden 1950
- Kammermusikhaus, Kongresshaus Zürich 1951

## Esposizioni collettive
- Biennale Internazionale d'Arte, Venezia 1924
- "Brignoni, Gonzato, Rusconi, Carugo, Cassina", Sala d'Arte, Bellinzona 1925
- Sindacali Milanesi, Milano 1929, 1930, 1931, 1932, 1933
- Quadriennale Romana, Roma 1931
- Galleria Milano, Milano 1933
- "Prima mostra del Sindacato Nazionale Fascista di Belle Arti", Firenze 1933
- "Settimana d'Arte", Milano 1934
- Biennale Internazionale d'Arte, Venezia 1934
- Società Ticinese di Belle Arti, Museo Caccia, Lugano 1934
- "Exposition d'Art Italienne", Musée de l'Athénée, Genève 1934
- "Premio Campione d'Italia", Palazzo del Broletto, Como 1934
- "Mostra d'Arte Sacra", Bellinzona 1934
- "III Mostra d'Arte", Cenacolo Italiano, Lugano 1935
- "Mostra dei Quarant'anni", Venezia 1935
- Quadriennale Romana, Roma 1935
- "Scènes de la vie bourgeoise", Galerie d'art "Le Niveau", Paris 1936
- "Paysages", Galerie d'art "Le Niveau", Paris 1937
- "Nature Morte et Fleurs", Galerie d'art "Le Niveau", Paris 1937
- "L'enfant dans la Peinture Moderne", Galerie d'art "Le Niveau", Paris 1937
- "Ausländische Maler in der Schweiz", Kunsthalle Bern 1945
- Biennale Internazionale d'Arte, Venezia 1948
- "Pittura italiana contemporanea", Chiostro San Giovanni, Mendrisio 1950